# Mimic (comics)
Pour les articles homonymes, voir Mimic.
Mimic (de son vrai nom Calvin Rankin) est un personnage de fiction appartenant à l'univers de Marvel Comics. Créé par le scénariste Stan Lee, dont c'était le dernier épisode, et le dessinateur Jack Kirby, il apparaît pour la première fois dans le comic book Uncanny X-Men #19 en 1966.
Il est présent particulièrement dans les comics sur les X-Men. Mimic est le sixième membre des X-Men, et le premier ajout à l'équipe d'origine. 

## Biographie fictive
Après un accident dans le laboratoire de son père Ronald, Calvin Montgomery Rankin gagne le pouvoir d'imiter une personne à proximité de lui et de copier ses talents ou ses pouvoirs. Quand son père le découvre, il l'enferme dans une mine et travaille sur une machine pouvant lui donner les pouvoirs de manière permanente. Ronald compte cacher la mine en faisant s'effondrer l'entrée, mais l'explosion le tue, condamnant son fils à vivre reclus, près de la machine.
Il réussit à sortir, prend le nom de Mimic et veut piéger les X-Men pour copier définitivement leurs pouvoirs. Mais la machine tombe en panne, et il est battu. Finalement, le Professeur Xavier efface ses souvenirs et le laisse partir.
Il les retrouve toutefois, quelque temps après, quand il croise Jean Grey à l'université. Il fait du chantage auprès de ses camarades pour qu'ils l'intègrent au sein des X-Men. Arrivé à ses fins, il manifeste une arrogance notoire et est finalement chassé du groupe après une bagarre avec Cyclope.
Calvin réalise son potentiel en sauvant ses anciens amis du Super-adaptoïde. La bataille est éprouvante. Il y perd même ses pouvoirs, mais en ressort grandi moralement.
Rankin retrouve son pouvoir quelque temps plus tard, mais ce dernier a évolué dangereusement, au point où chaque contact avec une personne est mortel. Alors que le Fauve tente de trouver un remède, Mimic est apparemment tué dans un combat contre Hulk, après avoir été irradié de rayons gamma. En réalité, Rankin se trouve dans le coma. Il en sort en copiant le pouvoir guérisseur de Wolverine qui se trouvait à proximité.
Se voyant comme une menace, Mimic s'installe près d'un village reculé en Sibérie. Rendu fou par sa mutation mortelle, il y affronte X-Force, venu enquêter sur la mort de plusieurs scientifiques dans la région. Il copie le pouvoir de Solar et provoque une explosion, où il disparaît.
Mimic est retrouvé par l'entité Onslaught qui l'aide psioniquement à contrôler son pouvoir. Quand la créature est finalement vaincue, Mimic est emprisonné secrètement lors de l'Opération Tolérance Zéro.
Il est libéré par Excalibur et même invité au mariage de Captain Britain et Meggan.
Il devient plus tard membre de la Confrérie des mauvais mutants de Mystique, et aide à la libération de Xavier. Le groupe se sépare et on perd la trace de Mimic.

### Dark Reign
Norman Osborn le retrouve et profite de son état mental fragile pour l'engager dans les Dark X-Men, équipe composée alors de Mystique, Dark Beast et l'Arme Oméga.

## Pouvoirs et capacités
- Mimic est capable de copier la connaissance, les talents et les pouvoirs de toute personne vivante se trouvant à moins de trois mètres de lui.
- Il a déjà utilisé plusieurs pouvoirs en même temps, avec le même niveau de maîtrise que la personne copiée.
- Après avoir passé du temps avec eux, quand son pouvoir se développait, Mimic possède les pouvoirs des 5 X-Men d'origine de manière permanente (rafale optique, vol, télékinésie et télépathie, agilité et force accrues, manipulation thermique).
- Mimic a déjà manifesté les pouvoirs des mutants suivants : Caliban, Colossus, le Colosse, le Crapaud, Domino, Félina, Gambit, Le Hurleur, Kitty Pryde, Meggan, Micromax, Mystique, Peter Wisdom, Post, Psylocke, Rocket, Shatterstar, Solar, Wolverine, Rictor, Véga, Warpath, ...

## Versions alternatives
Le Mimic d'une dimension alternative est devenu membre de l'équipe des Exilés, héros désignés par une entité cosmique pour réparer les diverses réalités qui connaissent des altérations.